# Svenska flickor i Paris
Svenska flickor i Paris är en svensk dramafilm från 1961 med regi och manus av Barbro Boman. I rollerna ses bland andra Anita Lindohf, Maud Elfsiö och Ulla Blomstrand.
Filmen spelades in i Paris i Frankrike och hade premiär den 11 september 1961 på biografen Fontänen i Malmö. Fotograf under inspelningen var Gustaf Mandal, som även stod för klippning tillsammans med Peter Weiss. Filmen var 78 minuter lång och tillåten från 15 år.

## Handling
Filmen utspelas under 24 timmar och berättar om tre svenska flickors liv i Paris.

## Rollista
- Anita Lindohf – Barbara
- Maud Elfsiö – Lena
- Ulla Blomstrand – Marianne
- Gösta Alm	– Mikael
- Bernard Fresson – Pierre
- Bernard Vincent – René
- Bill Hall	– Bill
- Katherine Kath – Madame
- Alice Reichen – la concierge
- Regine Landeau – Juliette
- Peter Weiss – Madames älskare
- Anna-Lena Wibom

### Fotnoter
1. 1 2 3  ”Svenska flickor i Paris”. Svensk Filmdatabas. http://sfi.se/sv/svensk-filmdatabas/Item/?itemid=4644&type=MOVIE&iv=Basic&ref=/templates/SwedishFilmSearchResult.aspx?id%3d1225%26epslanguage%3dsv%26searchword%3dsvenska+flickor+i+paris%26type%3dMovieTitle%26match%3dBegin%26page%3d1%26prom%3dFalse. Läst 2 april 2013.